# Tretji koncil v Konstantinoplu
Tretji koncil v Konstantinoplu, Tretji carigrajski koncil - oziroma Šesti vesoljni cerkveni zbor je potekal od 7. novembra  680 do 16. septembra 681 v Konstantinoplu, glavnem mestu Bizantinskega cesarstva. Obsodil je monoteletizem in monoenergizem kot heretičen. Razglasil je kot dogmo, da je Jezus imel ne le Božjo in človeško naravo, ampak tudi obojno voljo in dejavnost.

## Zgodovina
Cesar Konstantin IV. je povabil že papeža Dona, naj prispeva svoj delež k obnovitvi krščanske edinosti. Pismo pa je prispelo v roke šele njegovemu nasledniku Agatonu. Njuno sodelovanje je obrodilo sad. Cesar je sklical vesoljni cerkveni zbor, na katerem je bila obsojena herezija monoteletstva ter potrjena vera Kalcedona s potrebnim dodatkom, da ima Kristus ne le dve naravi, ampak tudi dve volji in dejavnosti. 

### Obnova krščanske edinosti
Na tem koncilu je bila zopet obnovljena krščanska enotnost med Rimom in Carigradom.
V Rim je prispelo pismo cesarja Konstantina Pogonata (668-685) s pozivom k ponovni vzpostavitvi krščanske enotnosti z večmesečno zamudo in tako naslovnika Dona ni več našlo med živimi. Njegov naslednik Agaton je torej naročil škofom, naj povsod skličejo v zvezi z monoteletstvom sinode, od koder naj pošljejo predstavnike v Rim. Tako je prišlo v večno mesto marca 680 stopetindvajset vzhodnih škofov. Z njimi je sklical patriarhalno sinodo, ki je potrdila določbe lateranske sinode iz leta 649, kjer je monoteletizem bil obsojen. Vsebino teh določb so napisali na dve listini, ki jih je iz Rima v Carigrad odneslo sedemčlansko poslanstvo pod predsedstvom paterenskega škofa Abundancija (Abundantius) škofa obenem s pooblastilom, da predsedujejo na vesoljnem cerkvenem zboru, ki ga bo sklical cesar.  Agaton je pisal cesarju:
„Zaradi napadov tujih narodov je propadla znanost, umetnost in gospodarstvo; ostala nam je le naša vera. Naša največja čast bo prav to, če jo bomo ohranili pri življenju; naše zveličanje, če bomo zanjo umrli. Celotno občestvo škofov, ki priznavajo našo veroizpoved, sprejemamo kot brate; tiste, ki jo zavračajo, pa izobčujemo iz Cerkve.« 

### Potek vesoljnega cerkvenega zbora
Papeško sedmeročlano poslanstvo so v Konstantinoplu sprejeli z vsemi častmi. Tam so bili na cesarjev poziv že zbrani številni vzhodni škofje. Tako so 7. novembra 680 odprli Šesti vesoljni cerkveni zbor v s kupolo pokriti cesarjevi palači.
Na prvih dveh sejah bi morali monoteleti razložiti in opravičiti svoje mnenje, česar pa seveda niso mogli in vedeli. Tedaj je papeško poslanstvo prineslo odloke rimskega cerkvenega zbora in ko so slovesno prebrali Agato¬novo dogmatično pismo z razlago katoliškega nauka o Odreše¬niku, so koncilski očetje – po večini Grki - začeli navdušeno vzklikati: »Peter je spregovoril po Agatonovih ustih; tudi mi priznavamo, da sta v Kristusu dve volji: Božja in človeška.«
Vesoljni cerkveni zbor je torej zasedal v Carigradu od 7. novembra 680 do 16. septembra 681. Udeležilo se ga je okoli 170 škofov, navzoč pa je bil tudi cesar Konstantin IV. Ko so koncilski očetje soglasno zavrnili monoteletstvo, so odstavili antiohijskega patriarha Makarija, ki je herezijo še vedno zagovarjal, ter ponovno potrdili veroizpoved Kalcedona  z dodatkom, da je Kristus imel ne le božjo in človeško naravo, ampak tudi dve volji in dve dejavnosti. Z velikim odobravanjem so sprejeli Agatonovo dogmatično pismo z razlago katoliškega nauka o Odrešeniku.